# Margot Honecker
|  | Per a altres significats, vegeu «Honecker». |

Margot Honecker, de nom de naixement Margot Feist, (Halle, 17 d'abril de 1927 - Santiago de Xile, 6 de maig de 2016) va ser una política alemanya, ministra d'Educació de la RDA i muller d'Erich Honecker.
Margot Honecker va néixer a Halle, poble alemany de l'estat federat de Saxònia-Anhalt. El 1945 es va fer militant del Partit Comunista d'Alemanya (KPD), el qual l'any següent va integrar el nou Partit Socialista Unificat d'Alemanya (SED), i va treballar a la Federació Alemanya de Sindicats Lliures a Saxònia-Anhalt. El 1946 va entrar a la Joventut Lliure Alemanya (FDJ), demostrant habilitats de lideratge, per la qual cosa va assumir el càrrec de secretària de la junta directiva del FDJ a Halle. El 1950 va obtenir un escó a la Cambra Popular, convertint-se en la parlamentària més jove de la República Democràtica Alemanya. Posteriorment va conèixer Erich Honecker, quinze anys més gran, que es va divorciar per casar-se amb Margot després que donés a llum la seva primera filla el 1952.
De l'any 1963 al 1989 va ser ministra d'Educació a la República Democràtica d'Alemanya.
Poc després de la reunificació d'Alemanya, l'any 1993, va anar a viure amb el seu marit a Santiago de Xile (Xile).